# Écrit pur et simple
En droit québécois, dans le domaine de la  preuve civile, l'écrit pur et simple est une notion large qui englobe tout autre écrit qui n'a été rédigé pour servir de preuve ni ne constate un acte juridique . Il peut s'agir par exemple de lettres missives, de registres et papiers domestiques ou de télécopies.
Dans tous les cas, celui qui invoque un tel écrit doit prouver sa confection 
Sauf dans quelques cas précis, l'écrit pur et simple dont la confection est établie ne pourra faire preuve de son contenu que contre son auteur. Ainsi, l'écrit qui rapporte un fait peut être admis à titre de témoignage ou d'aveu, dans les cas où ces moyens de preuve sont admissibles selon le livre de la preuve . Plus particulièrement, les papiers domestiques qui énoncent un paiement reçu ou qui contiennent la mention que la note supplée au défaut de titre en faveur de celui au profit duquel ils énoncent une obligation, font preuve contre leur auteur . La mention libératoire apposée par le créancier sur le titre fait preuve contre lui .
Dans tous ces cas, c'est seulement contre leur auteur que ces écrits peuvent faire preuve de leur contenu. Il s'agit là d'une application du principe général voulant que nul ne puisse se constituer un titre contre autrui. « À titre d'exemple, une personne pourrait écrire dans son agenda que son cousin lui doit la somme de 3 000 $. Cette inscription, en soi, ne crée ni ne prouve aucune créance et ne saurait remplacer le témoignage, a priori irrecevable en l'absence de commencement de preuve, à défaut d'aveu de ce cousin. Par contre, si cette personne écrit dans son agenda qu'elle doit 3 000 $ à ce cousin, cette mention pourra lui être opposable et valoir en preuve comme aveu judiciaire en faveur de ce créancier. »
Cependant, dans quelques cas spécifiques, certains simples écrits peuvent faire preuve de leur contenu à l'égard de tous, et non seulement contre leur auteur. Il en est notamment ainsi de toute inscription faite dans le cours normal des affaires par une institution financière , de certains documents d'une personne morale , et de certaines informations sur les entreprises et les personnes morales figurant au registre des entreprises du Québec .
La contestation de tous ces écrits se fait par tous moyens 